# 10373 MacRobert
10373 MacRobert è un asteroide della fascia principale. Scoperto nel 1996, presenta un'orbita caratterizzata da un semiasse maggiore pari a 2,1722464 UA e da un'eccentricità di 0,1203920, inclinata di 4,72179° rispetto all'eclittica.
L'asteroide è dedicato ad Alan MacRobert, divulgatore scientifico di astronomia.